# Вікові дерева софори японської
Вікові дерева софори японської — ботанічна пам'ятка природи, що розташована на території Інститут садівництва НААН України на вулиці Китаївській, 32 Голосіївському районі міста Києва. Заповідані 14 жовтня 1997 року розпорядженням № 1628 Київської міської державної адміністрації.

## Опис
Фактичної площі немає. Розташовані на території Українського науково-дослідного інституту захисту рослин на площі 0,3 га, де зростає п’ять дерев софори японської. Дерева мають близько 150 років. Їхня висота до 20 м, довжина кола перерізу стовбура на висоті 1,3 м – близько 3 м. Дерева були посаджені монахами Києво-Печерської лаври в середині минулого століття. В підрості виявлено кущі бруслини Маака.

## Галерея

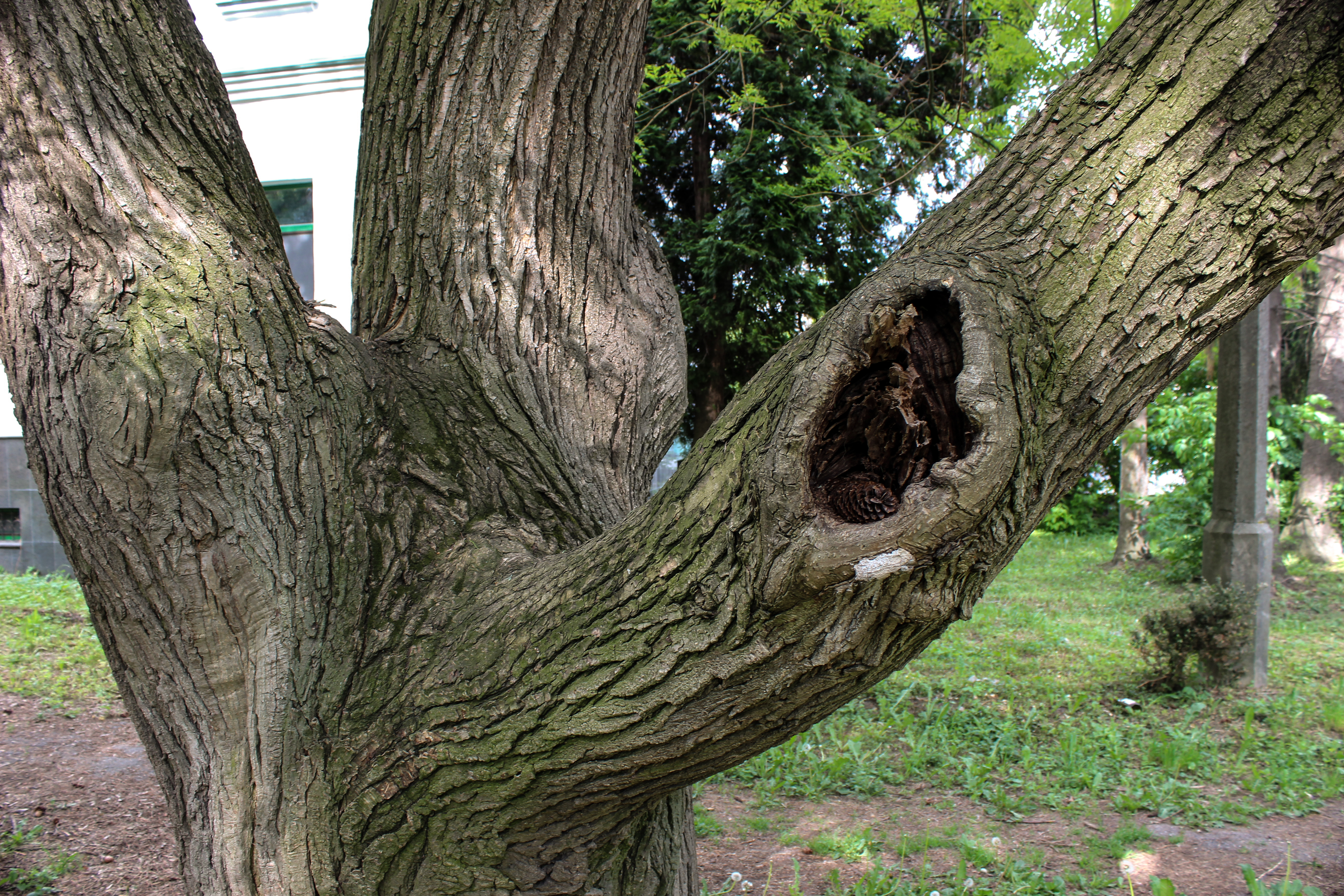
Софора 1
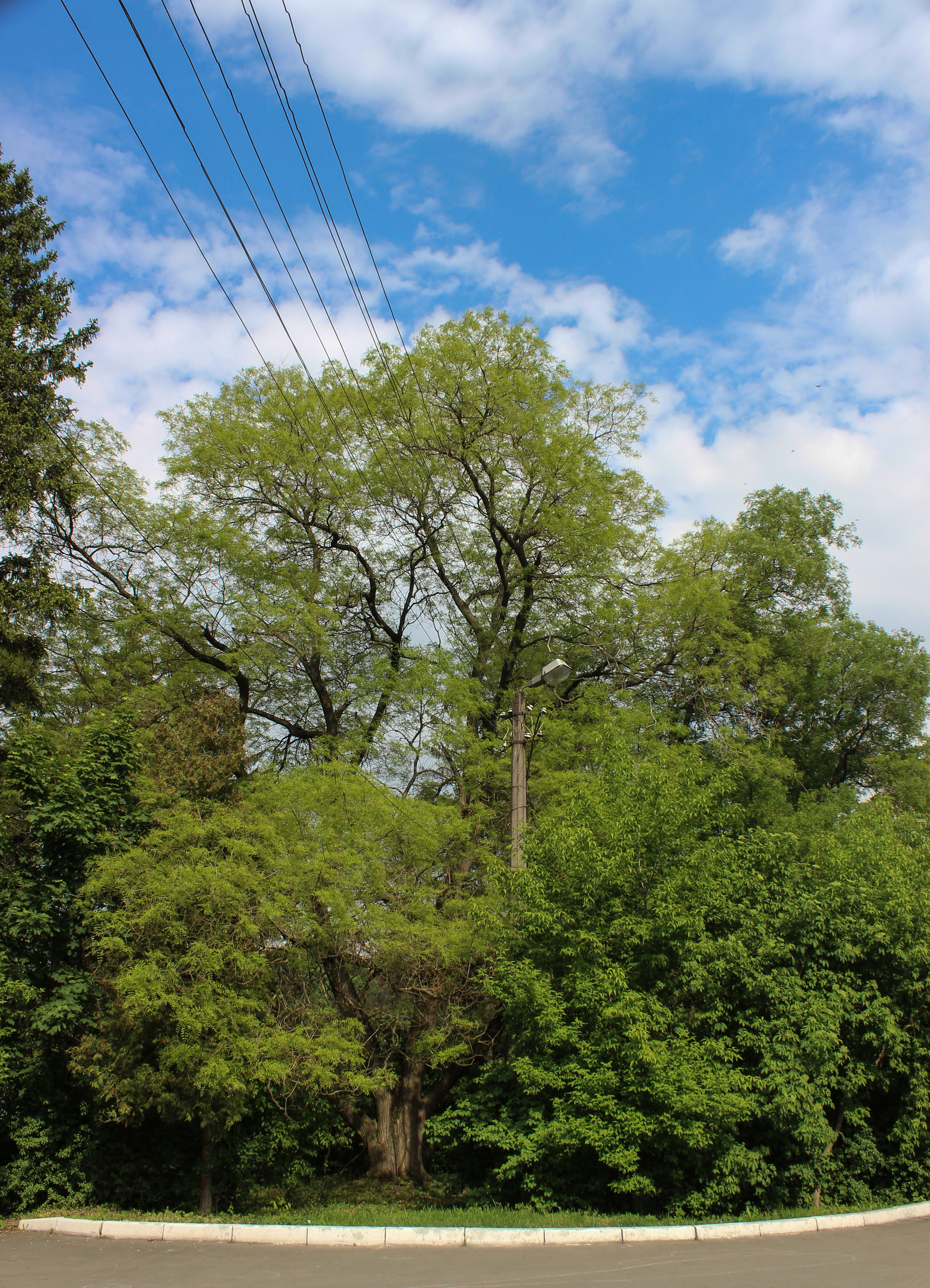
Софора 3
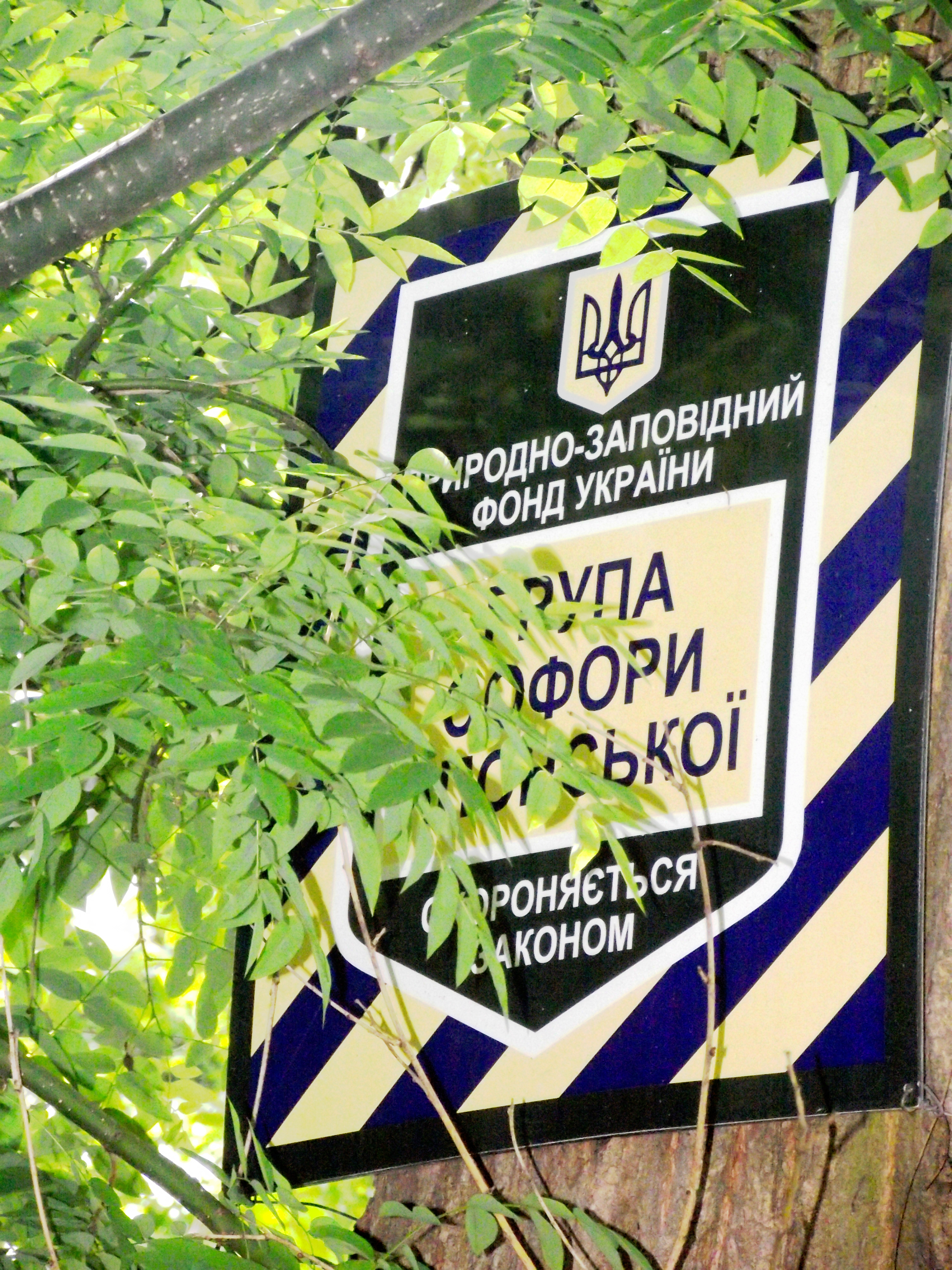
Охоронний знак